# 高橋洋 (電影導演)
高橋洋（日语：たかはし ひろし；1959年8月8日—），生於千葉縣，是日本編劇、電影導演、影評人。

## 個人學歷
- 千葉縣立東葛飾高中
- 早稻田大學

## 經歷
1985年，畢業於早稻田大學第一文学部俄國文學科。就讀期間參與早大的電影研究會，發表了《夜は千の眼を持つ（1984年）》等8個迷你作品。
1990年，參與森崎東所監督的電視劇《離婚・恐婚・連婚》。之後，完成中田秀夫監督的電影《女優霊》（1996年）與《午夜兇鈴》（1998年）的劇本。
2008年，自家作電影《狂氣之海》於日本正式上映。
2010年，自家作電影《恐怖》於日本正式上映。

## 自家作書本
- 映画の魔(2004年)
- 映画の授業―映画美学校の教室から(2004年)和黒澤清、萬田邦敏、塩田明彦、青山真治共著這本書
- 映画の生体解剖 恐怖と恍惚のシネマガイド(2014年)和 稲生平太郎共著這本書